# Nomenclatura del color de Werner

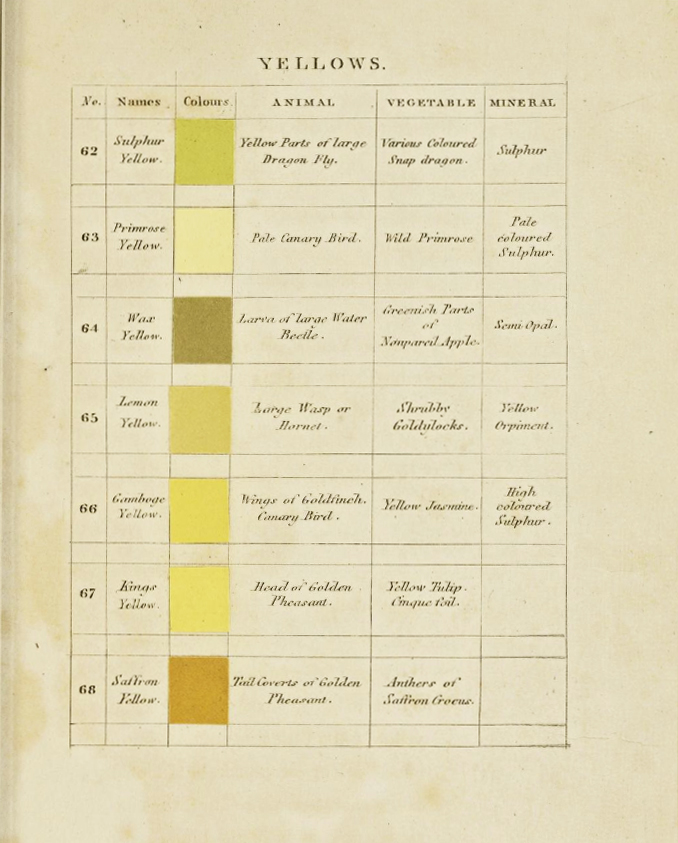
amarillo de werner

La Nomenclatura de los colores de Werner es un libro publicado con el título en inglés "Werner's nomenclature of colours: with additions, arranged so as to render it highly useful to the arts and sciences, particularly zoology, botany, chemistry, mineralogy, and morbid anatomy: annexed to which are examples selected from well-known objects in the animal, vegetable, and mineral kingdoms", este texto contiene un muestrario con nombres de colores creado por el mineralogista Abraham Gottlob Werner, y posteriormente modificado por el pintor escocés Patrick Syme. El libro fue publicado por primera vez en 1814 y su objetivo iba dirigido para usarse en zoología, botánica, química, mineralogía y anatomía como referencia para describir los colores de plantas , animales y minerales. La edición de tapa dura de 1814 incluye 13 gráficos con 108 chips de color (12 x 9 a 12 x 12 mm), todos con nombres comunes, mientras que la edición de tapa dura de 1821 incluye 13 gráficos con 110 chips de color (10 x 10 mm), todos con nombres comunes. Cuando están disponibles, para cada color se dan ejemplos de animales, vegetales y minerales.
Hoy en día, estas fichas pigmentadas muestran un envejecimiento considerable y variaciones entre las copias: las fichas azules están moteadas, las fichas verdes se han corrido hasta el borde de la ficha, el amarillo azufre ahora es verde claro, el amarillo prímula ahora es crema, la impresión en blanco y negro en las páginas opuestas se ha difuminado en las fichas, y muchos colores se han difuminado en las páginas opuestas. Este libro lo llevaban al campo los naturalistas para usarlo como referencia para describir los colores, por lo que es un texto de importancia para la investigación sobre la biología del color.
La nomenclatura de Werner que en español tendría un nombre parecido a este "La nomenclatura de colores de Werner: con adiciones, dispuestas de modo que sea muy útil para las artes y las ciencias, en particular la zoología, la botánica, la química, la mineralogía y la anatomía mórbida: se adjuntan ejemplos seleccionados de objetos bien conocidos en el animal, reinos vegetal y mineral" es un predecesor de los modernos sistemas de nombres de colores como el Pantone. Este tipo de obras de referencia, que contienen listas o tablas de colores son conocidas como tablas, estándares o cartas de colores, la primera que se conoce es de 1776
Este esquema de color fue utilizado por los naturalistas del siglo XIX, lo utilizó Charles Darwin en sus observaciones científicas realizadas durante el viaje del Beagle. Darwin usó una copia de este libro para identificar y registrar los colores de los especímenes de manera clara y permanente, pues con el paso tiempo los colores de los peces o los ojos de las aves se desvanecerían o perderían debido a los conservantes. Algunos ejemplos de esto están en sus Diarios del Beagle de 1835 como "amarillo prímula", un color dado por Syme en las páginas 38 y 64. Hay muchas referencias al trabajo de Syme en las notas de zoología de Darwin. Richard Keynes notó que los colores dados a lo largo de las notas de Zoología entre comillas se obtuvieron del trabajo de Werner. Leonard Jenyns, quien publicó descripciones de los especímenes de peces de Darwin, registró que este le informó que siempre hacía una comparación de los colores con el libro en mano para anotar el color exacto.